# Nicole Fetting
Nicole Fetting est une ancienne joueuse allemande de volley-ball née le 27 novembre 1980 à Halle. Elle mesure 1,77 m et jouait au poste de passeuse. 

## Clubs
| Club                  | De        | À         |
| --------------------- | --------- | --------- |
| ESV Bergen            | 1990-1991 | 1992-1993 |
| Schweriner SC         | 1993-1994 | 1998-1999 |
| TV Fischbek           | 1999-2000 | 1999-2000 |
| Volley Cats Berlin    | 2000-2001 | 2000-2001 |
| TV Fischbek           | 2001-2002 | 2003-2004 |
| Rote Raben Vilsbiburg | 2005-2006 | 2005-2006 |
| NA Hamburg            | 2006-2007 | 2006-2007 |
| Rote Raben Vilsbiburg | 2007-2008 | 2008-2009 |
| 1. VC Wiesbaden       | 2009-2010 | 2010-2011 |

## Palmarès
- Championnat d'Allemagne
  - Vainqueur : 2008.
- Coupe d'Allemagne
  - Vainqueur :2009.